# Merlangius
Merlangius is een monotypisch geslacht van straalvinnige vissen uit de familie van de kabeljauwen (Gadidae), orde kabeljauwachtigen (Gadiformes).

## Soort
- Merlangius merlangus (Linnaeus, 1758) – Wijting